# Chamberí (Santa Cruz de Tenerife)
Chamberí es un barrio de la ciudad de Santa Cruz de Tenerife (Tenerife, Canarias, España), que se encuadra administrativamente dentro del distrito de Ofra-Costa Sur. El barrio se encuentra entre la autopista del Norte de Tenerife, la autopista del Sur y la TF-29.

## Demografía
| 2004 | 2005 | 2006 | 2007 | 2008 | 2009 | 2010 |
| ---- | ---- | ---- | ---- | ---- | ---- | ---- |
| 871  | 868  | 854  | 875  | 861  | 864  | 842  |

## Transportes
En guagua queda conectado mediante las siguientes líneas de Titsa: 
| Línea | Trayecto                                                                           | Recorrido     | Frecuencia |
| ----- | ---------------------------------------------------------------------------------- | ------------- | ---------- |
| 232   | Santa Cruz - El Cardonal La Gallegaí)                                              | Horario/Línea | Varía      |
| 238   | Santa Cruz - San Matías (por Chamberí)                                             | Horario/Línea | Varía      |
| 903   | Bº La Alegría - Muelle Norte - Ramblas - Chamberí - Cementerio - Moraditas de Taco | Horario/Línea | Varía      |
| 934   | Intercambiador - Taco - Santa María del Mar - Añaza - Intercambiador               | Horario/Línea | 20 minutos |
| 936   | Intercambiador - - Añaza- Santa María del Mar - Taco (circunvalación)              | Horario/Línea | Varía      |